# Crocidura narcondamica
Crocidura narcondamica je druh bělozubky z čeledi rejskovitých, který byl popsán v roce 2021.
Druh byl objeven na ostrově Narkondam v souostroví Andamany v Bengálském zálivu. Tento ostrov sopečného původu je izolovaný a neobydlený.
Uvedený druh je střední velikosti, přesto je menší než kontinentální bělozubky, neboť dosahuje délky jen 67 milimetrů. Vzhledově se velice podobá jiným bělozubkám. Žije v lesích při pobřeží a živí se hmyzem. K popsání druhu byla použita osteologie a studie vzorku DNA.